# تورو يوشيدا
تورو يوشيدا (باليابانية: 吉田徹) (و. 1961 – م) هو رسام رسوم متحركة، من اليابان.